# Fritz Bache
Fritz Bache (* 29. März 1898 in Berlin; † 2. Dezember 1959) war ein deutscher Fußballspieler.

## Karriere

### Vereine
Bache gehörte von 1918 bis 1920 und von 1921 bis 1924 dem SC Wacker 04 Tegel an, für den er in seiner ersten Saison noch in der zweiten Spielklasse als Abwehrspieler Punktspiele bestritt.
Ab der Saison 1919/20 kam er in den vom Verband Brandenburgischer Ballspielvereine in Rundenturnieren mit Hin- und Rückspiel organisierten Berliner Meisterschaften für drei Vereine zum Einsatz.
Die Saison 1921/22 bestritt er für den BFC Hertha 1892 in der Verbandsliga, Gruppe B. Seine Fußballerkarriere ließ er nach zwei Spielzeiten beim BFC Alemannia Berlin-Nord ausklingen. In seiner ersten ging er mit der Mannschaft als Sieger der Gruppe B hervor, verlor jedoch beide, in Hin- und Rückspiel ausgetragenen, Finalspiele um die Berliner Meisterschaft gegen den Sieger der Gruppe A, Hertha BSC im Gesamtergebnis mit 3:6.

### Nationalmannschaft
Für die A-Nationalmannschaft bestritt er zwei Länderspiele; sein erstes in Hamburg am 4. November 1923 beim 1:0-Sieg über die Nationalmannschaft Norwegens, sein letztes in Berlin am 31. August 1924 bei der 1:4-Niederlage gegen die Nationalmannschaft Schwedens.

## Erfolge
- Zweiter der Berliner Meisterschaft 1925
- Nordkreismeister 1920